# 杨世明
杨世明（1907年4月—1986年6月29日），湖南省浏阳县人。中国人民解放军开国少将。
1926年参加农民运动。1927年参加湘赣边秋收起义。留在浏阳县任少先队队长、赤卫军中队长。1930年参加红军，任红3军军医处救护队队长。1931年入党。后任红7师21团副连长。长征时任红1军团卫生部司务长、供给主任。到陕北后任红军教导师第3团连指导员。
抗日战争时期，任晋察冀军区第2军分区第6大队营教导员、4团政治处主任、19团政治处主任、第5军分区政治部主任。1943年9月，杨世明任晋察冀军区直属独立团参谋长。1945年2月，杨世明任晋察冀军区冀晋军区第2军分区43团政委。
第二次国共内战时期，任晋察冀军区第2军分区副政委兼政治部主任、第1纵队1旅副政委、察哈尔军区察南军分区司令员、察北军分区司令员。
1951年，参加抗美援朝，任志愿军第66军196师师长。参加了第四次战役。
1952年，杨世明毕业于中国人民解放军军事学院高级速成系学习。后任第66军197师师长、十三陵水库现场总指挥、第65军副军长。1966年任在雁北地区新组建的华北农垦兵团司令员。1969年任新组建的内蒙古生产建设兵团副司令员。
1952年定为正师级。1955年9月被授予少将军衔，套改准军级。荣获三级八一勋章、二级独立自由勋章、二级解放勋章。。